# 왕뤄단
왕뤄단(중국어: 王珞丹, 병음: Wang Luodan, 1984년 1월 30일 ~ )은 중국의 배우, 가수이다.

## 출연 작품
- 사랑하지 않는 자들의 최후 (2019)
- 마이 워 (2016)
- 유장가기 (2016)
- 곡물밭 (2015)
- 디텍티브 귀 (2015)
- 전신설애니 (2015)
- 더 시크릿 (2015)
- 파풍: 스피드 매치 (2014)
- 열일작심 (2014)
- 기약없는 만남 (2014)
- 위황후전 (2014)
- 소시대3 - 자금시대 (2014)
- 라이즈 오브 더 레전드: 황비홍 (2014)
- 나를 사랑해서 너를 사랑해 (2013)
- 월래월호지촌만 (2013)
- 변경풍운 (2012)
- 수색 (2012)
- 노인원 (2012)
- 홍낭자 (2012)
- 혈적자: 황제암살단 (2012)
- 남인방 1 (2011)
- 3중 충돌 (2010)
- 분투 (2007)